# D'Iva
D'Iva è il ventunesimo album della cantante italiana Iva Zanicchi, pubblicato nel 1980.
(Iva Zanicchi, A parte il fatto)

## Descrizione
È il primo album post Ri-Fi della cantante. Già nel 1979, infatti, a causa di una fase di stagnazione della musica italiana, che porta il mercato discografico nelle mani di alcune grandi multinazionali e soprattutto con la morte di Giovanni Battista Ansoldi, fondatore della Ri-Fi, l’etichetta discografica si avvia ad una decadenza che la porta, alla fine del 1979, a chiudere definitivamente la sua attività.
Nonostante sembri aprirsi una fase di grande incertezza professionale, Iva Zanicchi, forte del grande successo all’estero, decide di imprimere una svolta alla sua carriera. Firma un contratto con una nuova etichetta discografica, la Traccia e pubblica il suo nuovo singolo, A parte il fatto, che segna l’inizio del cambiamento.
Nel brano, firmato ancora una volta da Cristiano Malgioglio, uno dei suoi autori di fiducia, Iva mostra un modo nuovo di cantare, con un impasto vocale più suadente e ricco di venature "sporche". Un nuovo stile che dà l’impronta all’intero album, D'Iva, titolo che punta su un evidente gioco di parole.
Nonostante la chiusura della Ri-Fi, per la realizzazione di questo nuovo long-playing Iva Zanicchi continua a valersi della collaborazione di un altro dei suoi autori di sempre, Corrado Castellari, il quale produce l’intero album ed è autore, anche con lo pseudonimo di Bibap, di altri brani del disco, come le sensuali È... e Hotel Motel, l’ironica Caro Pietro e la stessa A parte il fatto, tutti firmati in coppia con Cristiano Malgioglio.
Il disco è interamente composto da brani inediti, ad eccezione di Vivrò cover di Ma vie di Alain Barrière, divenuta Vivrò nella traduzione in italiano di Gino Paoli e di Sergio Bardotti del 1964.

## Tracce
1. È ... – 3:40 (Cristiano Malgioglio, Corrado Castellari)
2. Rimani – 3:54 (Renato Di Bitonto, Mario Balducci)
3. Caro Pietro – 3:42 (Minimum, Cristiano Malgioglio, Corrado Castellari)
4. A parte il fatto – 4:15 (Cristiano Malgioglio, Corrado Castellari)
5. Una sera da dimenticare – 4:12 (Giovanni Battista Ansoldi, Giovanni D'Alessandro)
6. Vivrò – 3:00 (Sergio Bardotti, Gino Paoli, Alan Barrière)
7. Hotel motel – 5:30 (Cristiano Malgioglio, Corrado Castellari)
8. Immaginarti sempre – 3:40 (Andrea Lo Vecchio)
9. La nostra musica – 3:47 (Paolo Mosca, Marino Marini)
10. Ti voglio bene ma non ti amo – 4:05 (Cristiano Malgioglio, Nanna, Corrado Castellari)

## Formazione
- Produzione: Corrado Castellari
- Produzione "A parte il fatto": Luigi Albertelli

Arrangiamenti e direzione
- Arrangiamenti e direzione: Natale Massara
- Arrangiamenti e direzione Una sera da dimenticare - Immaginarti sempre: Pinuccio Pirazzoli
- Arrangiamenti e direzione La nostra musica: Enrico Intra
- Arrangiamenti e direzione A parte il fatto: Vince Tempera

## D'Iva (in spagnolo)
È la versione spagnola del disco, nonché secondo album pubblicato da Iva Zanicchi esclusivamente per il mercato ispanico e latino, a sei anni di distanza dalla pubblicazione di ¿Chao Iva cómo estás?* del 1974.
La decisione di lavorare alla realizzazione della versione spagnola di D’Iva è certamente dettata dal grande successo riscosso da Iva Zanicchi soprattutto nei paesi di lingua spagnola. L’idea è appunto quella di pubblicare un album in spagnolo ogni anno, pur continuando a produrre per il mercato discografico italiano.
L’album, pubblicato e distribuito con una diversa copertina dalla multinazionale Epic, esce sul mercato latino ancor prima della versione in italiano.
La traduzione in spagnolo del brano A parte il fatto è affidata al celebre cantautore italiano naturalizzato argentino Gian Franco Pagliaro.
In questa versione mancano le canzoni Una sera da dimenticare e Immaginarti sempre sostituite dall'inedito Finalmente nosotros ("Finalmente noi") scritto da Gian Pietro Felisatti e da Digame, versione spagnola di Ditemi, il brano che aveva occupato il lato B del 45 giri di La valigia, incisa nel 1979.

### Successo
Pubblicato in numerosi paesi di lingua spagnola, tra cui Argentina e Cile, è uno degli album di maggior successo all’estero dell'artista. Il brano Aparte del hecho ha scalato più volte le classifiche, entrando, soprattutto in Argentina, nella top ten dei singoli più venduti.

### Tracce
1. Aparte el hecho (A parte il fatto) (Malgioglio, Castellari; Versione spagnola: Gian Franco Pagliaro)
2. Finalmente nosotros (Finalmente noi) (Felisatti; Versione spagnola: Doris Band)
3. Te quiero pero no te amo (Ti voglio bene ma non ti amo) (Malgioglio, Bibap; Versione spagnola: Doris Band)
4. Caro Pietro (Malgioglio, Bibap; Versione spagnola Doris Band)
5. Dimelo (Ditemi) (Malgioglio, Bibap; Versione spagnola Doris Band)
6. Es (È...) (Malgioglio, Bibap; Versione spagnola: Doris Band)
7. Nuestra musica (La nostra musica) (Mosca, Marinis; Versione spagnola: Doris Band)
8. Espera (Rimani) (Bitonto, Balducci; Versione spagnola: Doris Band)
9. Hotel motel (Malgioglio, Castellari; Versione spagnola: Doris Band)
10. Viviré (Vivrò) (Alain Barriere; Versione spagnola: José Finkel)

## Pubblicazioni
| Anno di pubblicazione | Paese     | Titolo | Etichetta      |
| --------------------- | --------- | ------ | -------------- |
| 1980                  | Uruguay   | D'Iva  | Epic - 27.242  |
| 1980                  | Colombia  | D'Iva  | CBS - 14-1390  |
| 1980                  | Venezuela | D'Iva  | EPIC-194       |
| 1981                  | Ecuador   | D'Iva  | CBS - 331-0353 |